# اسحاق بن راهویه
ابویعقوب اسحاق بن ابراهیم بن مخلَد مروزی ابن راهویه حافظ، محدث، مفسر و فقیه معروف مسلمان و شافعی در سده سوم هجری قمری بوده‌است. او در عصر خویش یکی از مورد اعتمادترین نقل کنندگان حدیث به‌شمار می‌رفته‌است. شهرت ابن راهویه نزد شیعیان دوازده امامی بیشتر به نقل بخشی از حدیث سلسلة الذهب مربوط می‌شود.
| نام   | کنیه      | نام پدر | کنیه پدر | شهرت/لقب                    | نسب                                    |
| ----- | --------- | ------- | -------- | --------------------------- | -------------------------------------- |
| اسحاق | ابو یعقوب | ابراهیم | ابوالحسن | ابن راهویه مروزی/سیٌد الحفٌاظ | اسحاق ابن ابراهیم ابن مخلد ابن ابراهیم |

## آثار
- التفسیر الکبیر
- الجامع الصغیر
- الجامع الکبیر
- العلم
- المسند
- المصنف